# Манучар I Шервашидзе
Манучар I Шервашидзе (груз. მანუჩარ შარვაშიძე; д/н — після 1757) — 7-й мтаварі (князь) Абхазії в 1730—1757 роках.

## Життєпис
Його дідом був Джикешіа, що був сином мтаварі Зегнака, а батьком Манучара — Гамід-бей, князь Кодорської Абхазії (Абджуа). Про молоді роки обмаль відомостей.
1730 року після спадкуванням батько титулу мтаварі Абхазії повертається до Кодору, де ймовірно стає намісником або самостійним князем. В подальшому був союзником Соломона I, царя Імеретії.
Точно невідомий рік, коли Манучар I успадкував титул мтаварі після смерті батька. Зміцнив союз з Імеретією, допомагаючи приборкувати бунтівних феодалів. 1757 року підтримав Імеретію у боротьбі з османами, але зазнав поразки й був повалений. Владу отримав його син Манучар II, що прийняв іслам.
Разом з братами Левоном, Ширваном і Зурабом був відправлений до Стамбула, де прийняв іслам. Невдовзі призначений на посаду санджакбея Батумського санджаку. Його брат Ширван став беєм Поті. Подальша доля невідома.